# Acanthodactylus khamirensis
Acanthodactylus khamirensis — вид ящірок родини ящіркових (Lacertidae). Ендемік Ірану.

## Поширення і екологія
Acanthodactylus khamirensis відомі з типової місцевості, що лежить за 7 км на південь від порта Хеміра в провінції Хормозґан, на узбережжі Перської затоки.